# Lijst van personen overleden in april 2023
Dit is een lijst van bekende personen die zijn overleden in april 2023.

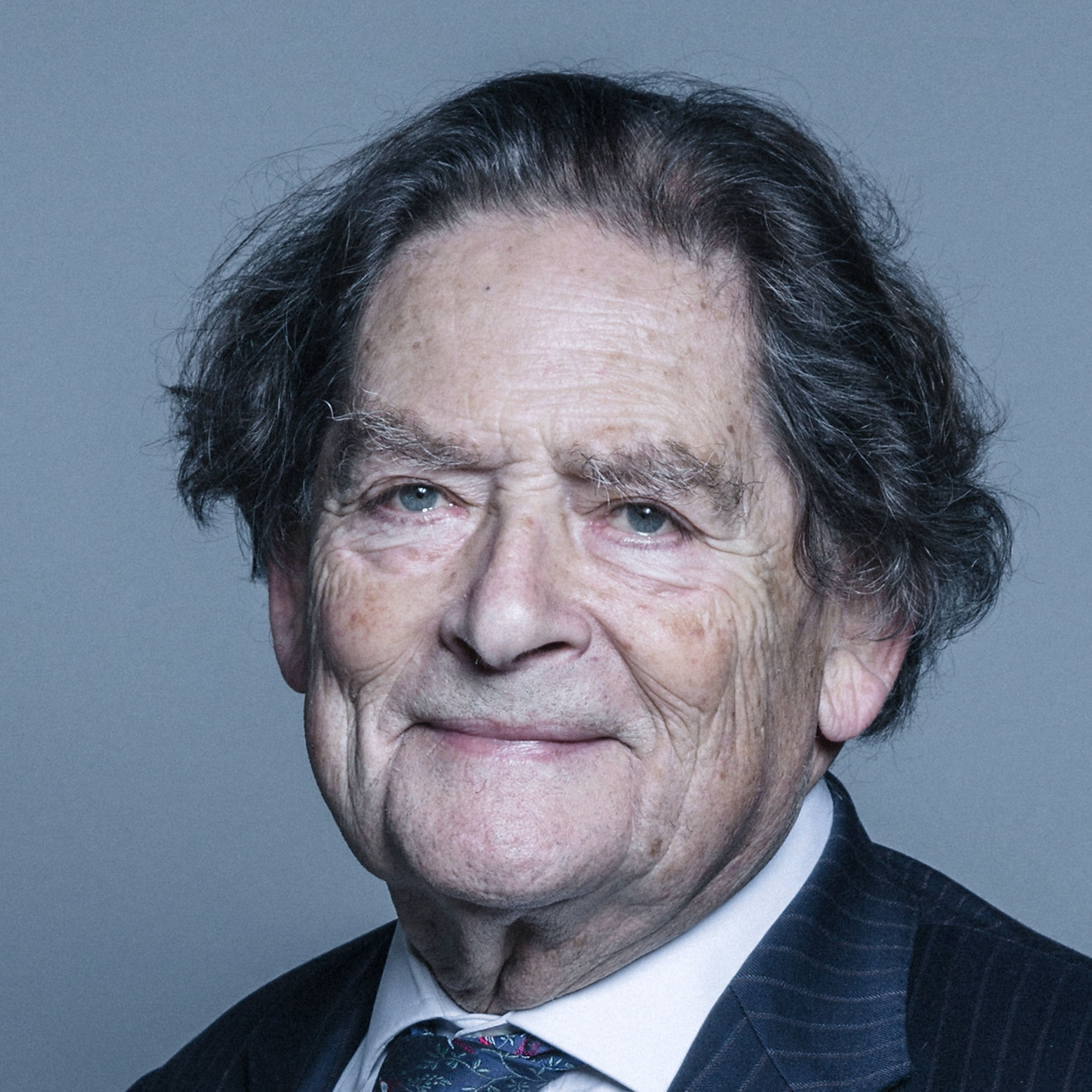
Nigel Lawson
3 april

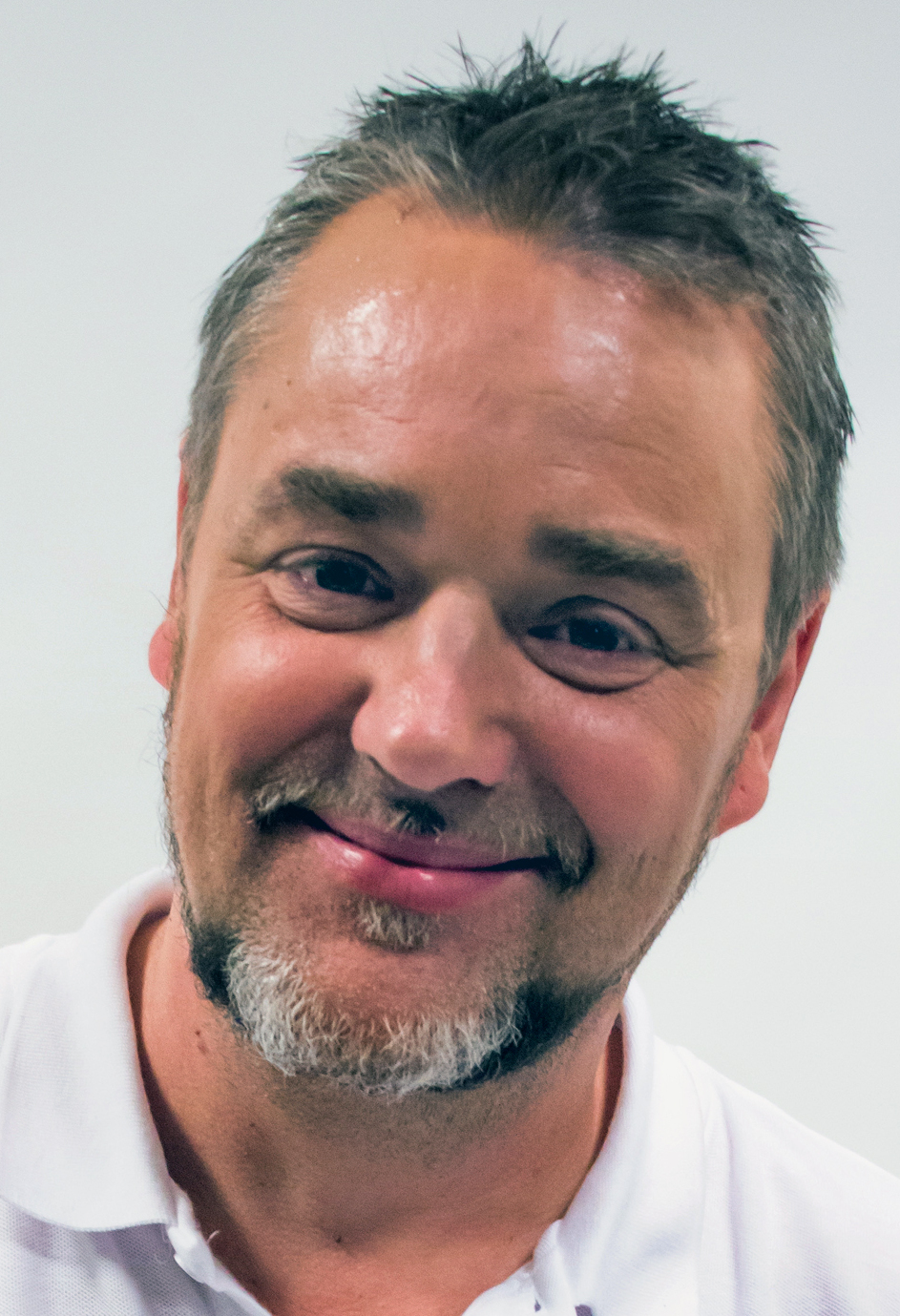
Jack Vreeswijk
3 april

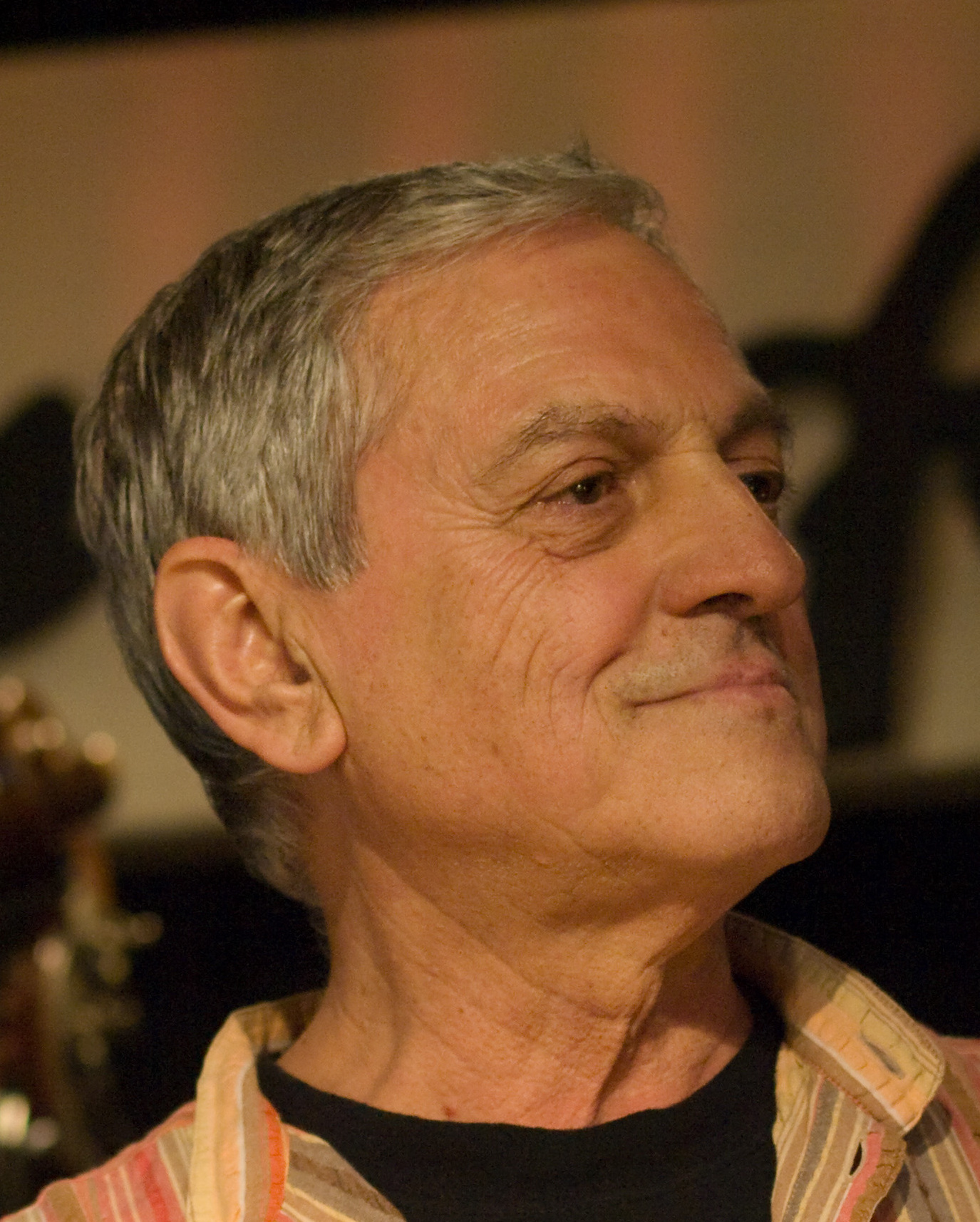
Dusko Goykovich
5 april

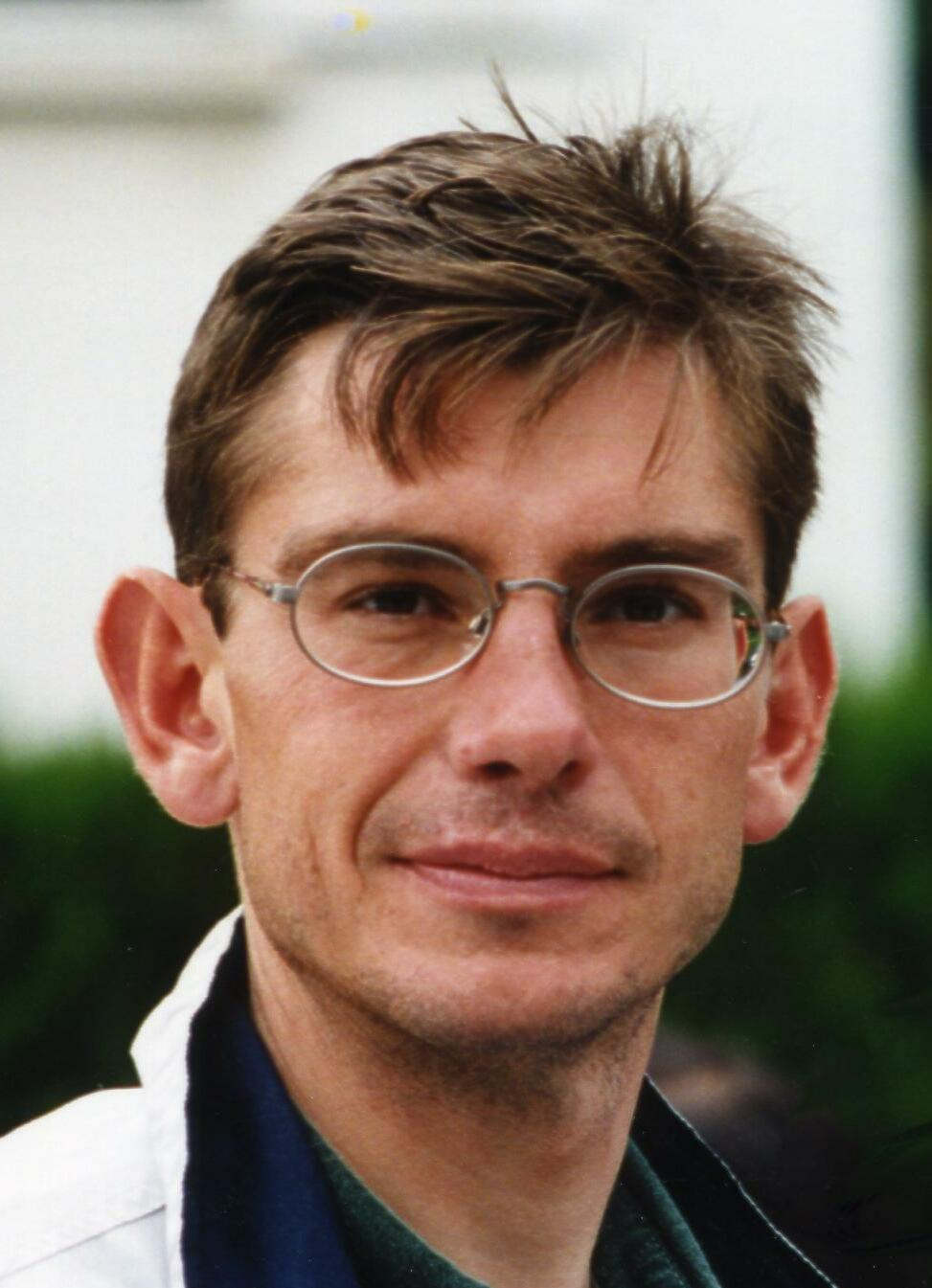
Philippe Bouvatier
7 april

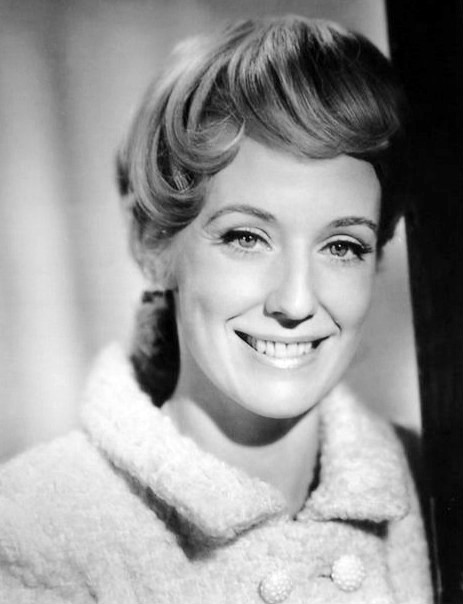
Elizabeth Hubbard
8 april

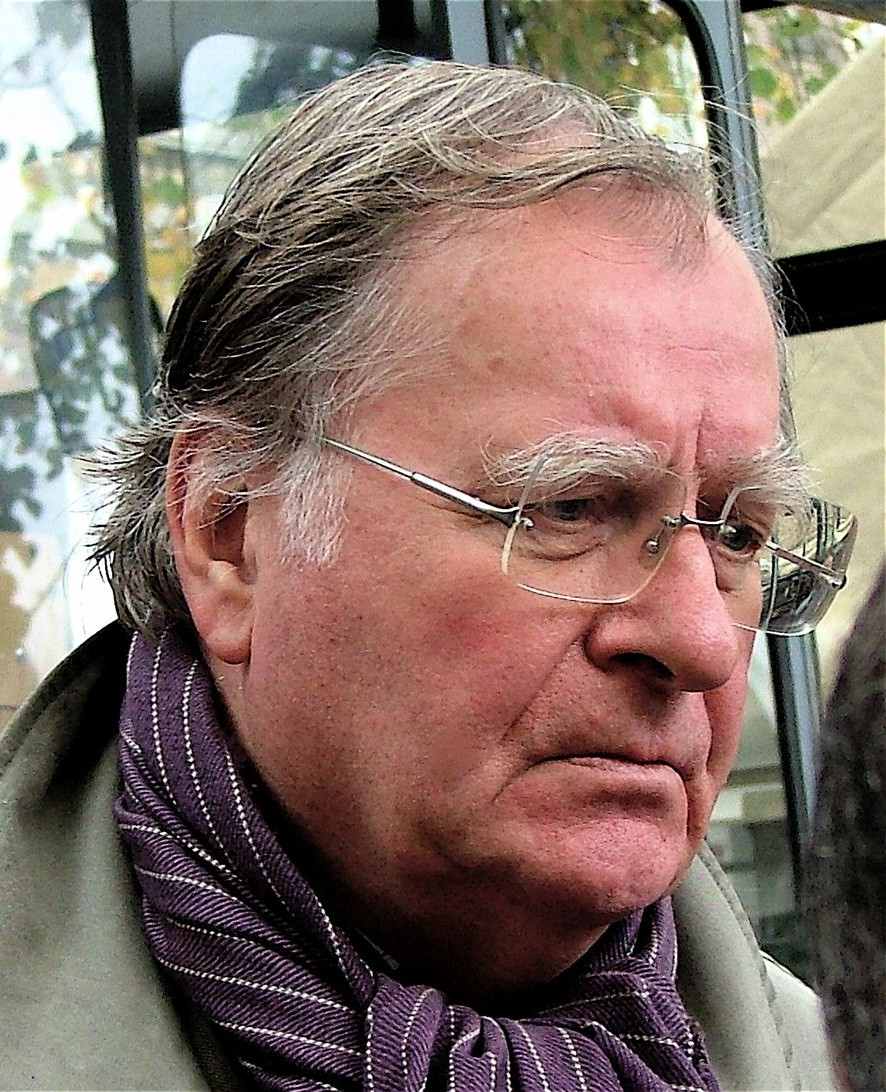
Huub Oosterhuis
9 april

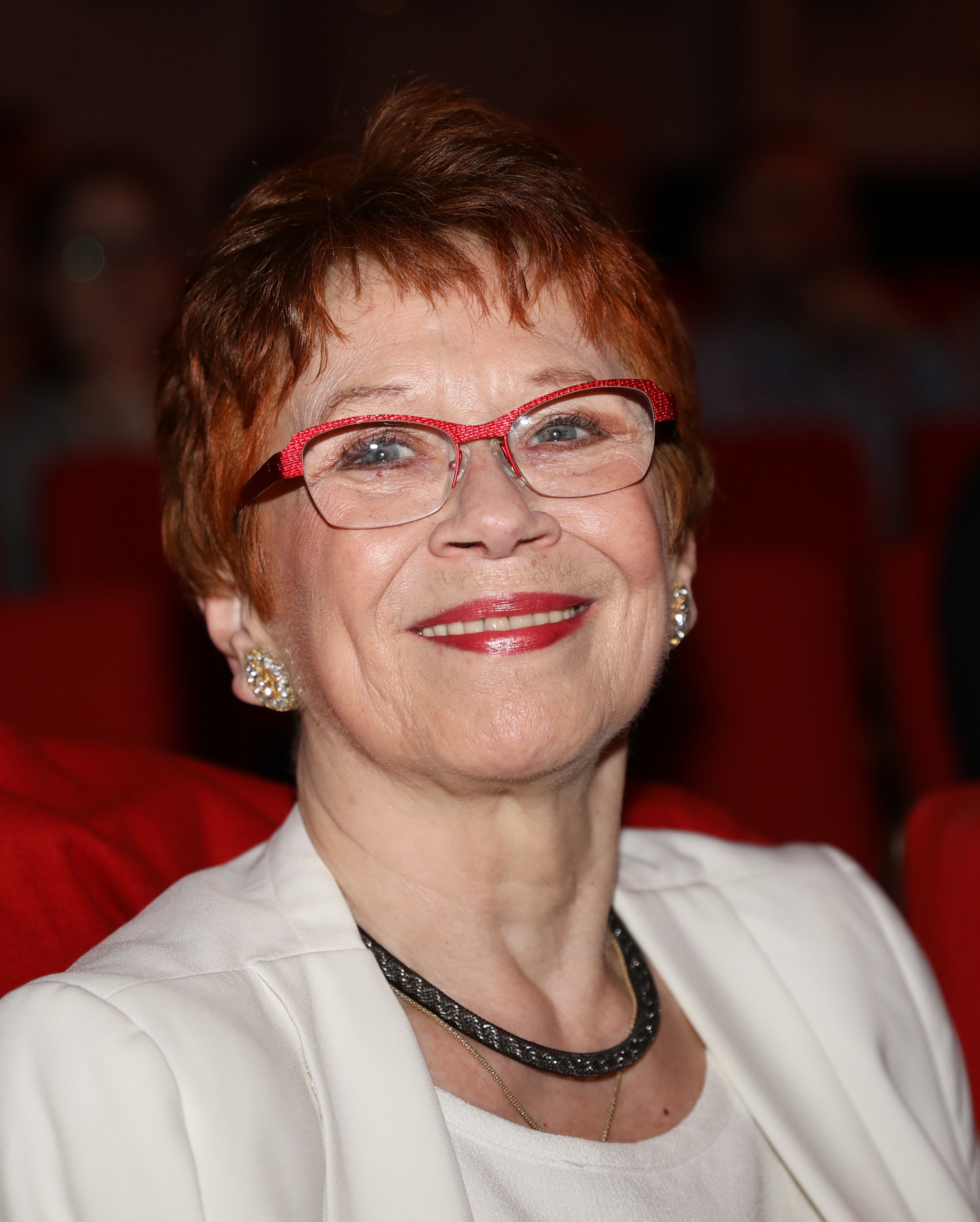
Lotti Krekel
11 april

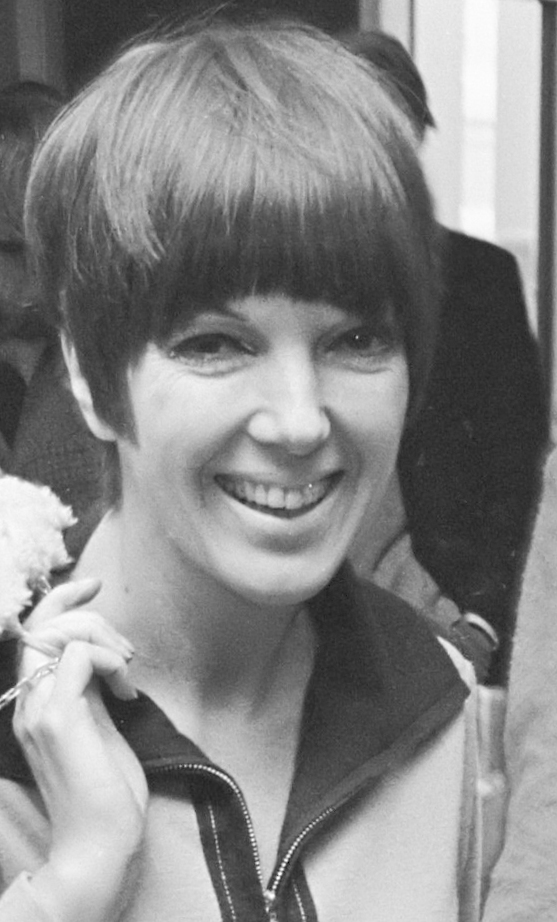
Mary Quant
13 april

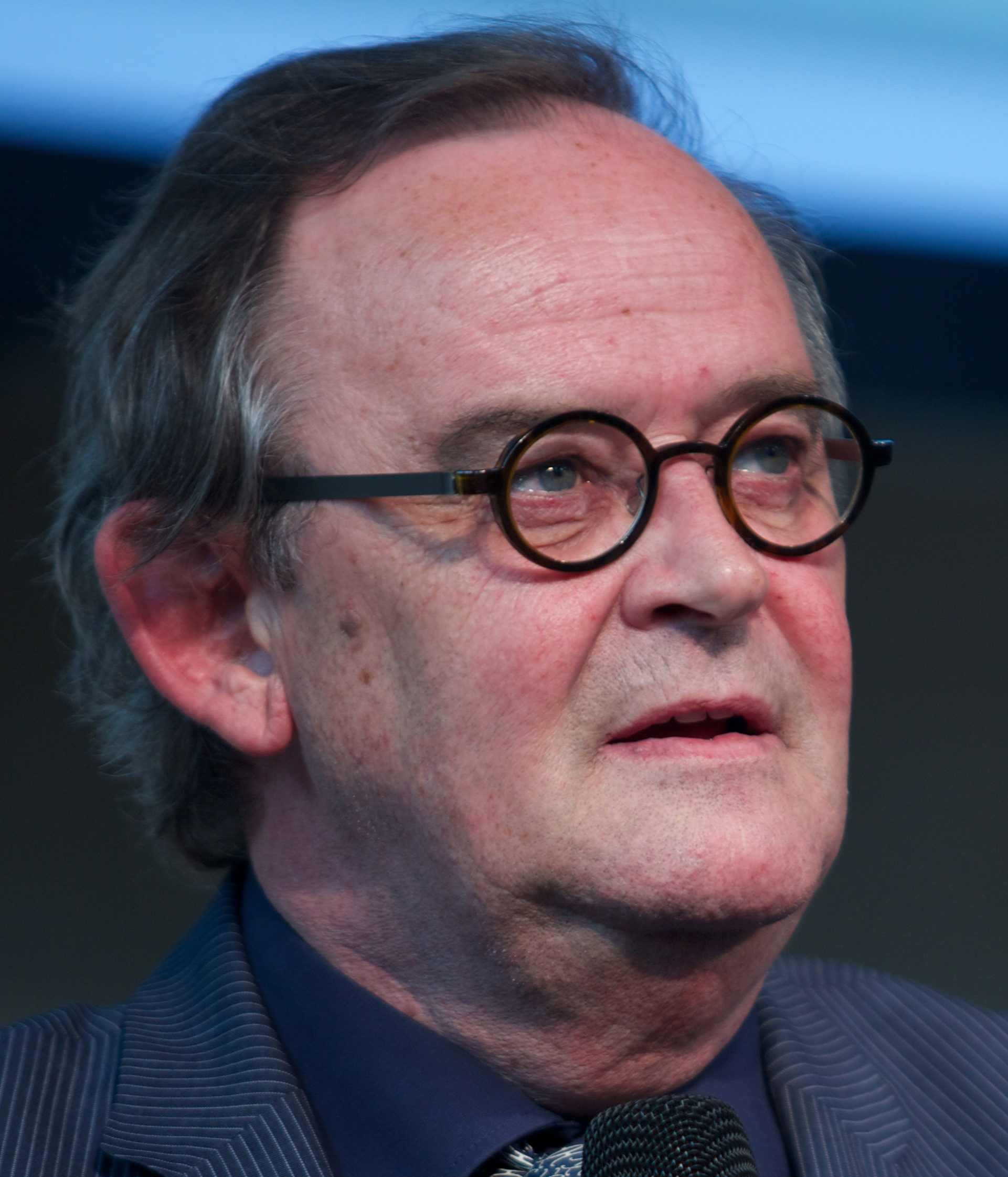
George van Heukelom
14 april

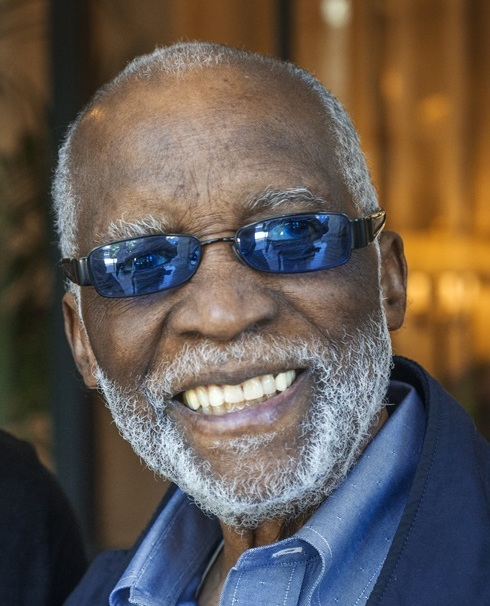
Ahmad Jamal
16 april

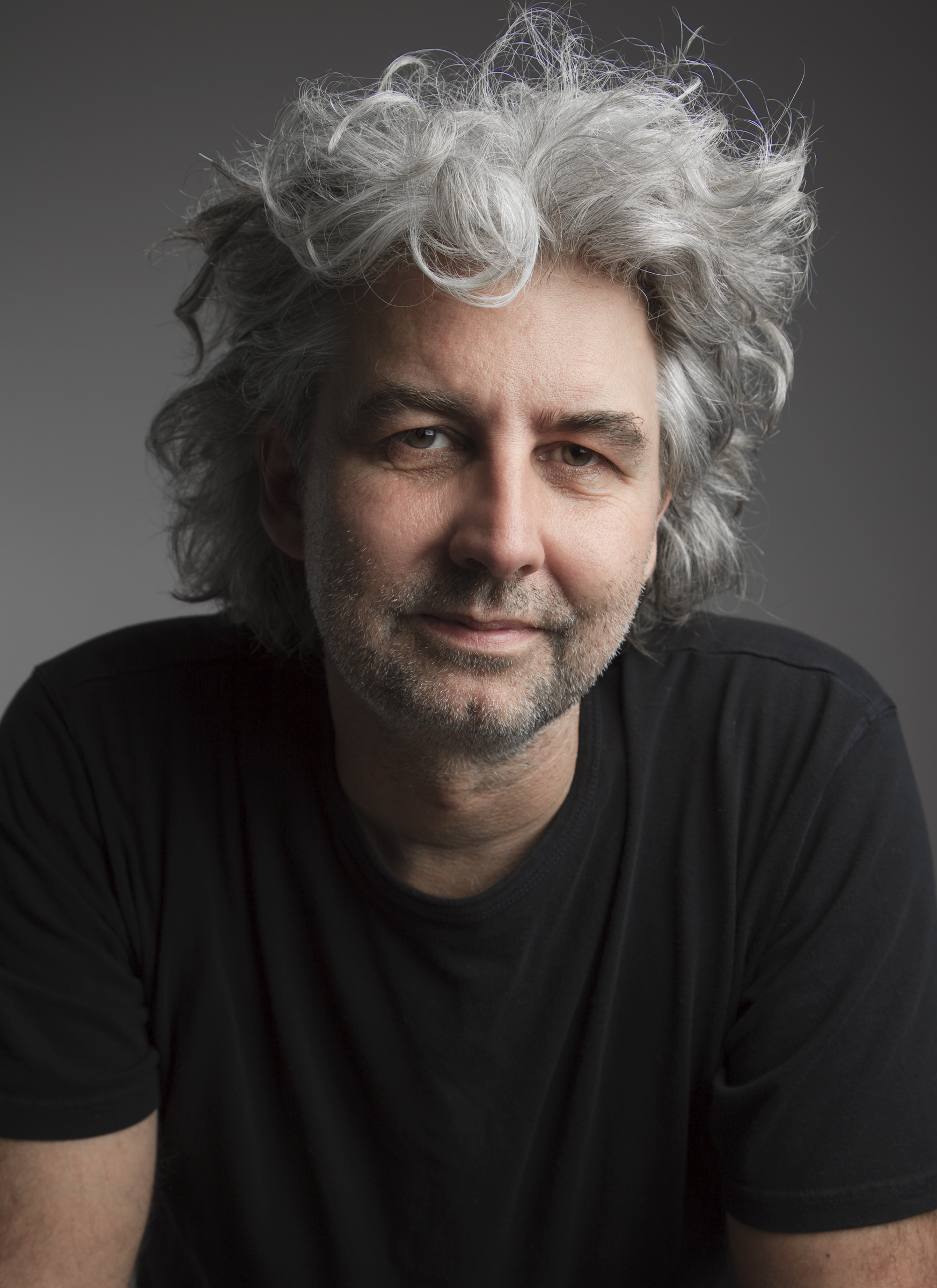
Rein Jansma
17 april

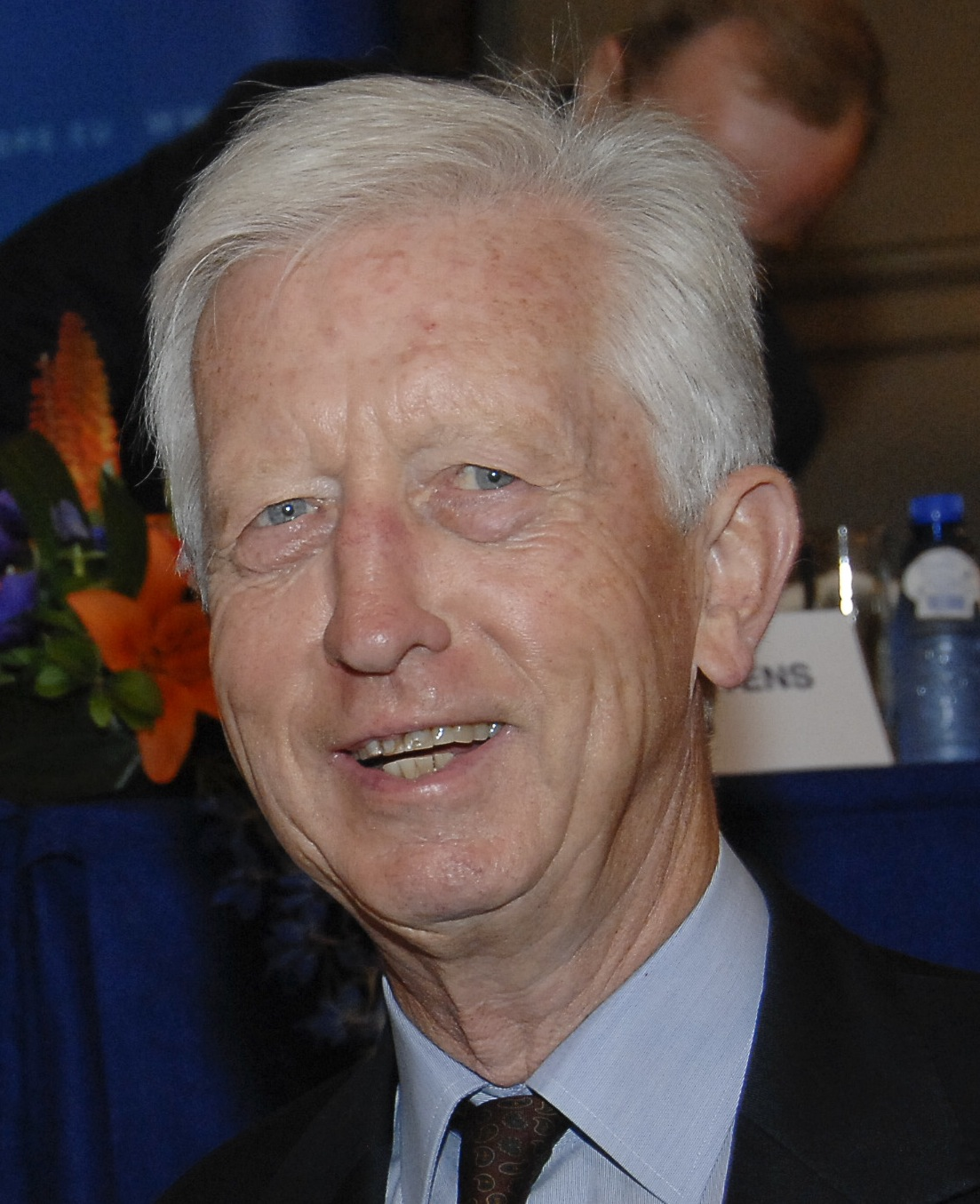
Charles-Ferdinand Nothomb
19 april

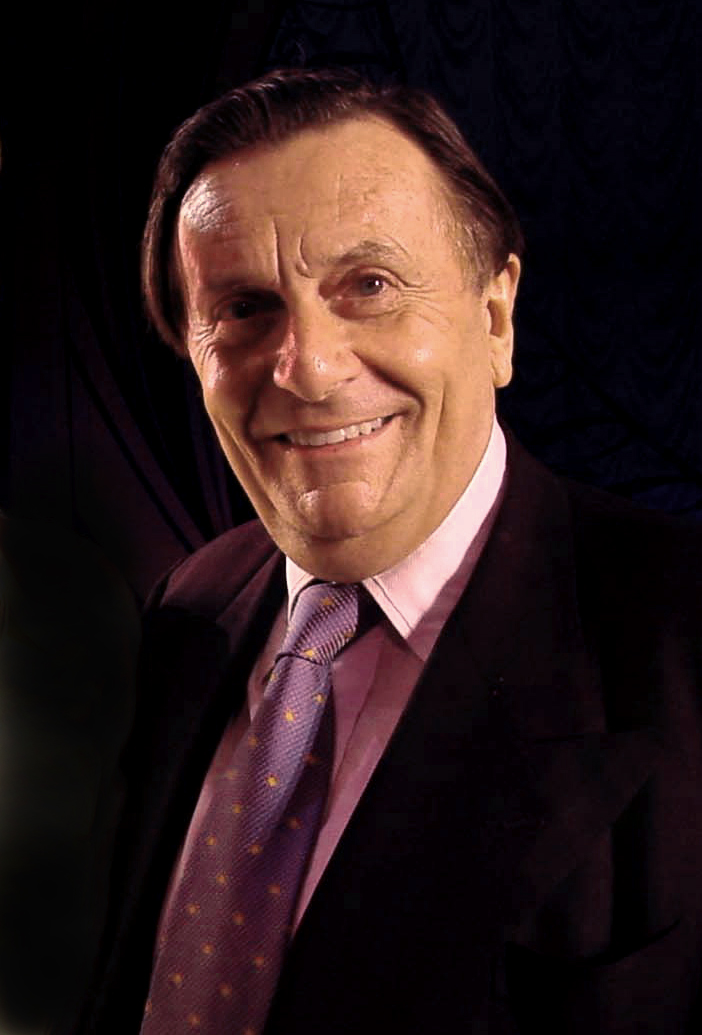
Barry Humphries
22 april

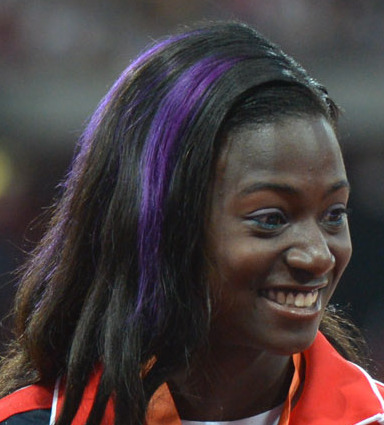
Tori Bowie
23 april

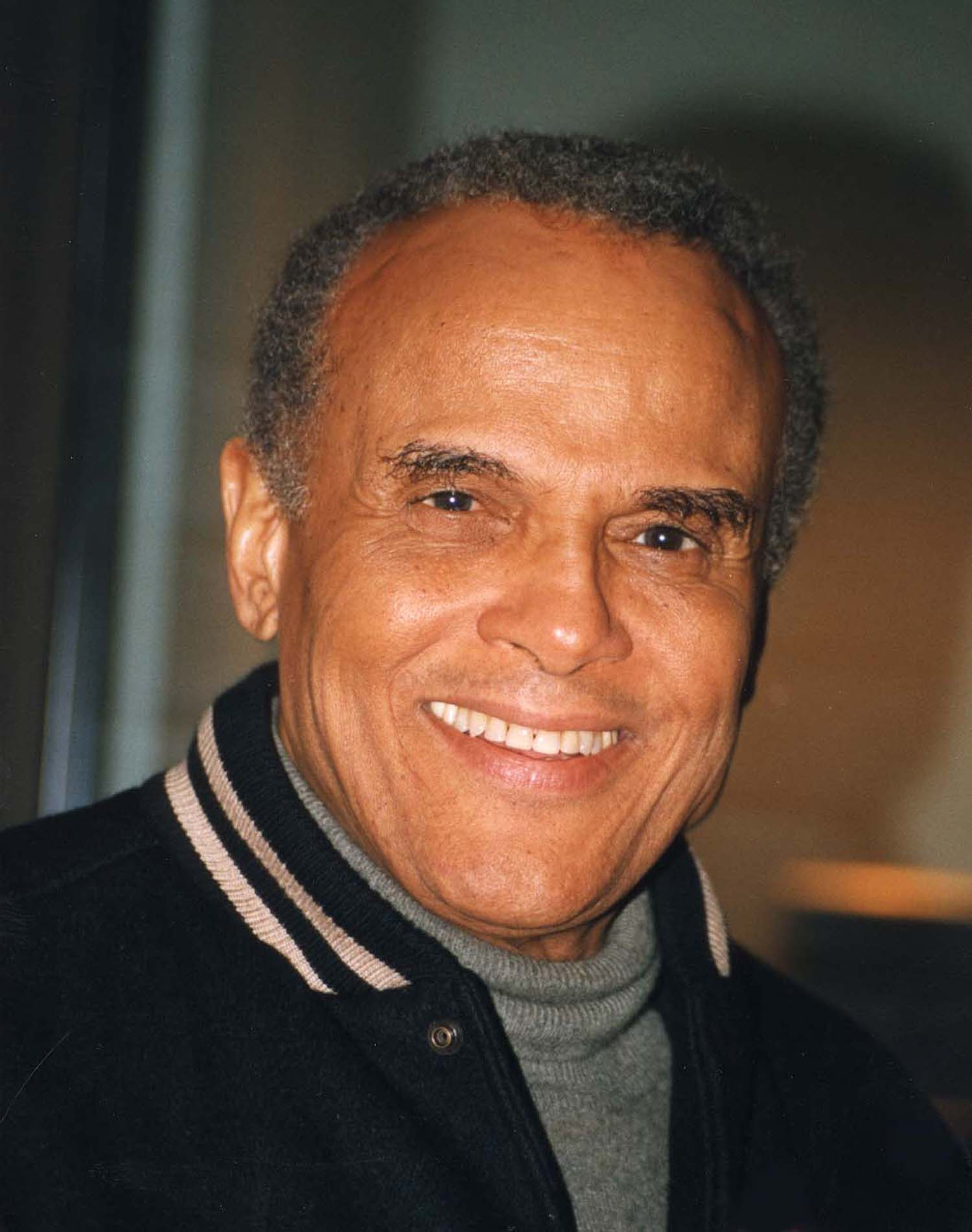
Harry Belafonte
25 april

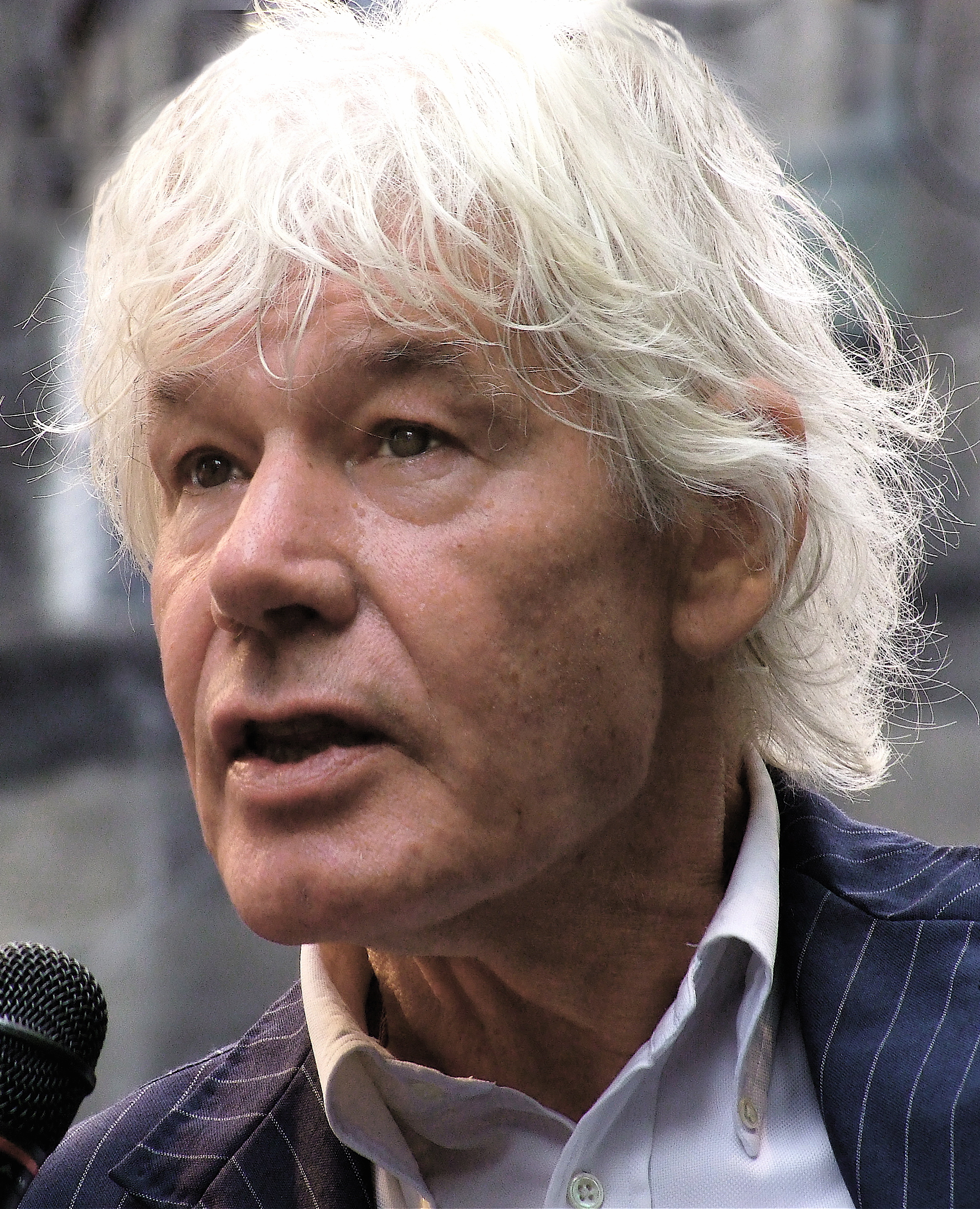
Paul van Vliet
25 april

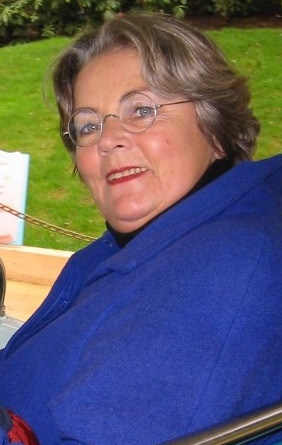
Cilia van Dijk
26 april

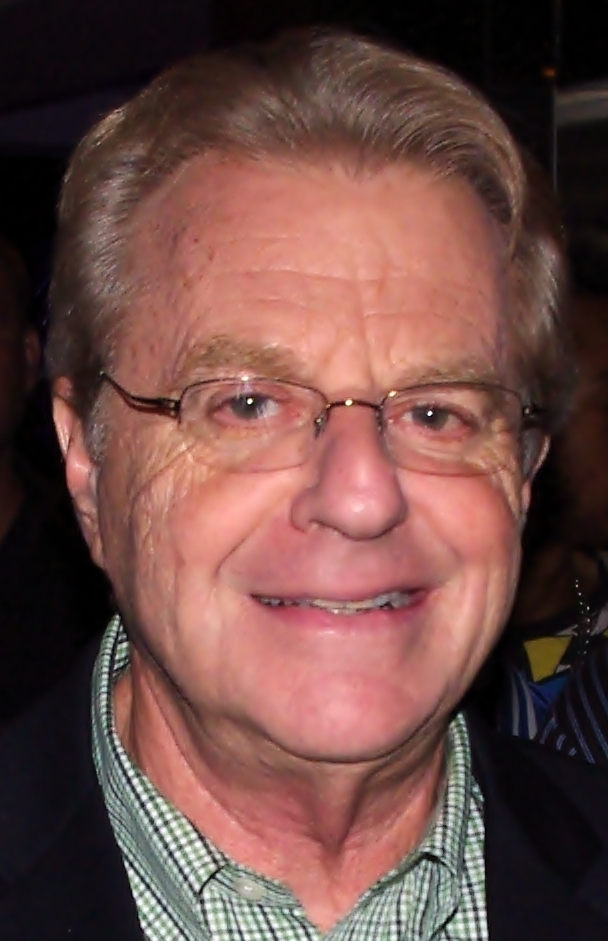
Jerry Springer
27 april

| 1 | 2 | 3 | 4 | 5 | 6 | 7 | 8 | 9 | 10 | 11 | 12 | 13 | 14 | 15 | 16 | 17 | 18 | 19 | 20 | 21 | 22 | 23 | 24 | 25 | 26 | 27 | 28 | 29 | 30 |
| - | - | - | - | - | - | - | - | - | -- | -- | -- | -- | -- | -- | -- | -- | -- | -- | -- | -- | -- | -- | -- | -- | -- | -- | -- | -- | -- |

### 1 april
- Céline van Balen (57), Nederlands fotografe[1]
- Dario Campeotto (84), Deens zanger[2]
- Christo Jivkov (48), Bulgaars acteur[3]
- Ivan Romanzini (77), Italiaans voetballer[4]
- Klaus Teuber (70), Duits spelontwerper[5]

### 2 april
- Gilbert Bailliu (86), Belgisch voetballer[6]
- Domenico Cecere (50), Italiaans voetballer[7]
- Judy Farrell (84), Amerikaans actrice[8]
- Leo Hendrikx (99), Nederlands Engelandvaarder[9]
- Vladlen Tatarski (Maxim Fomin) (40), Russisch militair blogger[10]
- Kees Waaijman (80), Nederlands hoogleraar spirituaiteit[11]
- Garn Stephens (87), Amerikaans actrice[12]

### 3 april
- Mario Božić (39), Bosnisch voetballer[13]
- Nigel Lawson (91), Brits journalist en politicus[14]
- Philip Vergels (93), Belgisch politicus, advocaat en burgemeester[15]
- Tirza Verrips (77), Nederlands kunstenaar[16]
- Jack Vreeswijk (59), Zweeds zanger en componist[17]
- Julien Weverbergh (92), Belgisch uitgever, literatuurcriticus en schrijver[18]

### 4 april
- Dick de Bie (69), Surinaams minister[19]
- Teke Bijlsma (86), Nederlands musicus[20]
- Birger Jensen (72), Deens voetballer[21]
- Lev Markiz (92), Russisch dirigent en violist[22]

### 5 april
- Malika El Aroud (64), Belgisch-Marokkaans jihadist[23]
- Bill Butler (101), Amerikaans cameraman[24]
- Jan Dorrestein (77), Nederlands golfspeler[25]
- K.J. van Gerven (98), Nederlands burgemeester[26]
- Sergio Gori (77), Italiaans voetballer[27]
- Dusko Goykovich (91), Servisch jazztrompettist, -bugelist, arrangeur en orkestleider[28]
- Adri Verweij (79), Nederlands omroeppastor[29]

### 6 april
- Harrison Bankhead (68), Amerikaans jazzmuzikant[30]
- Paul Cattermole (46), Brits zanger[31]
- Niek Heizenberg (86), Nederlands journalist en programmamaker[32]
- John Helstone (78), Nederlands-Surinaams violist en concertmeester[33]
- Jan Nordström (78), Zweeds voetballer[34]

### 7 april
- Ian Bairnson (69), Brits muzikant[35]
- Philippe Bouvatier (58), Frans wielrenner[36]
- Jan Baver Dragt (92), Nederlands hoogleraar windenergie[37]
- Benjamin Ferencz (103), Transylvaans-Amerikaans internationaal jurist[38]
- Kidd Jordan (87), Amerikaans jazzmuzikant[39]
- Elisabeth Kopp (86), Zwitsers politica[40]
- Cock Luyten (86), Nederlands voetballer[41]
- Rachel Pollack (77), Amerikaans auteur en tarotlezer[42]
- Gareth Richards (41), Brits comedian en radiopresentator[43]
- Guy Vervaeke (71), Belgisch basketballer, basketbalcoach en voorzitter[44]
- Lasse Wellander (70), Zweeds gitarist[45][46]

### 8 april
- Bola Ajibola (89), Nigeriaans politicus en rechter[47]
- Brecht Dewyspelaere (31), Belgisch volleyballer[48]
- Elizabeth Hubbard (89), Amerikaans actrice[49]
- Michael Lerner (81), Amerikaans acteur[50]
- Kenneth McAlpine (102), Brits autocoureur[51]

### 9 april
- Karl Berger (88), Duits jazzmuzikant, -componist en dirigent[52]
- Huub Oosterhuis (89), Nederlands theoloog en dichter[53]

### 10 april
- Paul Furlan (60), Belgisch politicus[54]
- Al Jaffee (102), Amerikaans cartoonist[55]
- Pierre Lacotte (91), Frans balletdanser en choreograaf[56]
- Jaap Murre (93), Nederlands wiskundige[57]

### 11 april
- Lotti Krekel (81), Duits carnavals-, schlagerzangeres en actrice[58]
- John Olsen (95), Australisch beeldhouwer, schilder en keramist[59]
- Meir Shalev (74), Israëlisch schrijver[60]
- Maya Wildevuur (Martje Lammigje) (78), Nederlands kunstenares[61]

### 12 april
- Berny Boxem-Lenferink (74), Nederlands atlete[62]
- Willy De Waele (85), Belgisch politicus[63]
- Jacques Gaillot (87), Frans bisschop[64]
- Jah Shaka (75), Jamaicaans-Brits musicus[65][66]

### 13 april
- Craig Breen (33), Iers rallyrijder[67]
- Julia Ituma  (18), Italiaans volleybalster[68]
- Mary Quant (93), Brits modeontwerpster[69]

### 14 april
- Emmanuel Ebiede (45), Nigeriaans voetballer[70]
- Cliff Fish (73), Brits basgitarist[71]
- Jan Haerynck (58), Belgisch journalist en schrijver[72]
- George van Heukelom (73), Nederlands politicus[73]
- Luigi Mele (85), Italiaans wielrenner[74]
- Murray Melvin (90), Brits acteur[75]
- Luc Sala (73), Nederlands ondernemer en publicist[76]
- Mark Sheehan (46), Iers gitarist[77]
- George Verwer (84), Amerikaans-Brits zendeling en schrijver[78]
- Marien Willemsen (38), Nederlands voetballer[79]

### 15 april
- Harke Iedema (82), Nederlands organist[80]
- Beatrice Marshoff (65), Zuid-Afrikaans politica[81]
- Willy Roggeman (88), Belgisch schrijver[82]

### 16 april
- Ahmad Jamal (Frederick Russell Jones) (92), Amerikaans jazzpianist[83]

### 17 april
- Gilbert Bossuyt (75), Belgisch politicus[84]
- Rein Jansma (63), Nederlands architect[85]
- Maxine Klibingaitis (59), Australisch actrice[86]

### 18 april
- Pablo González Casanova (101), Mexicaans socioloog[87]
- Albert del Rosario (83), Filipijns diplomaat[88]

### 19 april
- Moon Bin (25), Zuid-Koreaans zanger[89]
- Peter Martin (81), Brits acteur[90]
- Charles-Ferdinand Nothomb (86), Belgisch politicus[91]
- Elena Pampoulova (50), Bulgaars-Duits tennisspeelster[92]
- Richard Riordan (92), Amerikaans politicus en burgemeester[93]
- Ria Verschaeren (82), Belgisch actrice[94]

### 20 april
- Josep Maria Fusté (82), Spaans voetballer[95]
- John Wright (79), Amerikaans filmmonteur[96]

### 21 april
- Ivan Moscovich (96), Joegoslavisch-Nederlands speelgoed- en spelontwerper[97]
- John Tranter (79), Australisch dichter[98]

### 22 april
- Mudar Badran (89), Jordaans premier[99]
- Herb Douglas (101), Amerikaans olympisch atleet[100]
- Len Goodman (78), Brits danser en televisiepersoonlijkheid[101]
- Harald de Haan (54), Nederlands motorcoureur[102]
- Barry Humphries (89), Australisch acteur en komiek[103]
- Greg Howard (58), Amerikaans jazzgitarist[104]

### 23 april
- Tori Bowie (32), Amerikaans atlete[105][106]
- Keith Gattis (52), Amerikaans countryzanger[107]
- Boris Markarov (88), Russisch waterpolospeler[108]
- Frank Shu (79), Chinees-Amerikaans astrofysicus[109]
- Isaac Wiley Jr. (69), Amerikaans drummer[110]

### 24 april
- Filip Benoot (66), Belgisch voetballer[111]
- Kris Berwouts (60), Belgisch schrijver en journalist[112][113]
- Ernst Huberty (96), Luxemburgs-Duits sportcommentator en -journalist[114]
- Lilian Day Jackson (63), Amerikaans-Nederlands zangeres[115]

### 25 april
- Harry Belafonte (96), Amerikaans zanger en acteur[116]
- Winfried Bischoff (81), Duits-Brits bankier[117]
- Vera Krepkina (90), Sovjet-Russisch/Oekraïens atlete[118]
- Thomas Lepeltak (83), Nederlands journalist[119]
- Paul van Vliet (87), Nederlands cabaretier[120]

### 26 april
- Cees Andriessen (83), Nederlands kunstenaar[121]
- Christiaan Beekhuis (97), Nederlands jurist[122]
- Cilia van Dijk (81), Nederlands filmproducente[123]
- Maarten Noppen (71), Nederlands journalist[124]
- Pater (Gerrit) Poels (93), Nederlands welzijnswerker[125]
- Stina Rautelin (59), Fins-Zweeds actrice[126]
- Chris Smeekes (96), Nederlands directeur[127]

### 27 april
- Wee Willie Harris (90), Brits zanger[128]
- Ronald Hoogeveen (74), Nederlands violist en concertmeester[129]
- Walter Muringen (66), Surinaams musicus[130]
- Sef Pijpers sr. (94), Nederlands dirigent, muziekpedagoog en hoornist[131]
- Jerry Springer (79), Amerikaans televisiepresentator[132]
- Bram van der Wouden (48), Nederlands motorcrosser[133]

### 28 april
- Tim Bachman (71), Canadees gitarist en zanger[134]
- Johnny Fean (71), Iers gitarist[135]
- David Jacobs (45), Indonesisch para-tafeltennisspeler[136]
- Harold Kushner (88), Amerikaans rabbijn en auteur[137]
- Joeri Petrov (48), Oekraïens-Russisch voetballer[138]

### 29 april
- Abu al-Hussein al-Husseini al-Qurashi (leeftijd onbekend), Syrisch militair[139]
- Sytse Schoustra (71), Nederlands fotograaf[140]

### 30 april
- Ralph Boston (83), Amerikaans atleet[141]
- Anthony Doyle (64), Brits wielrenner[142]
- Reynoud van Rappard (86), Nederlands burgemeester[143]
- Broderick Smith (75), Australisch zanger, acteur, multi-instrumentalist[144]
- Lance Ten Broeck (67), Amerikaans golfspeler[145]
- Vyacheslav Zaitsev (85), Russisch modeontwerper[146]
- Jock Zonfrillo (46), Brits televisiepresentator[147]

januari ·
februari ·
maart ·
april ·
mei ·
juni ·
juli ·
augustus ·
september ·
oktober ·
november ·
december
1900 ·
1901 ·
1902 ·
1903 ·
1904 ·
1905 ·
1906 ·
1907 ·
1908 ·
1909 ·
1910 ·
1911 ·
1912 ·
1913 ·
1914 ·
1915 ·
1916 ·
1917 ·
1918 ·
1919 ·
1920 ·
1921 ·
1922 ·
1923 ·
1924 ·
1925 ·
1926 ·
1927 ·
1928 ·
1929 ·
1930 ·
1931 ·
1932 ·
1933 ·
1934 ·
1935 ·
1936 ·
1937 ·
1938 ·
1939 ·
1940 ·
1941 ·
1942 ·
1943 ·
1944 ·
1945 ·
1946 ·
1947 ·
1948 ·
1949 ·
1950 ·
1951 ·
1952 ·
1953 ·
1954 ·
1955 ·
1956 ·
1957 ·
1958 ·
1959 ·
1960 ·
1961 ·
1962 ·
1963 ·
1964 ·
1965 ·
1966 ·
1967 ·
1968 ·
1969 ·
1970 ·
1971 ·
1972 ·
1973 ·
1974 ·
1975 ·
1976 ·
1977 ·
1978 ·
1979 ·
1980 ·
1981 ·
1982 ·
1983 ·
1984 ·
1985 ·
1986 ·
1987 ·
1988 ·
1989 ·
1990 ·
1991 ·
1992 ·
1993 ·
1994 ·
1995 ·
1996 ·
1997 ·
1998 ·
1999 ·
2000 ·
2001 ·
2002 ·
2003 ·
2004 ·
2005 ·
2006 ·
2007 ·
2008 ·
2009 ·
2010 ·
2011 ·
2012 ·
2013 ·
2014 ·
2015 ·
2016 ·
2017 ·
2018 ·
2019 ·
2020 ·
2021 ·
2022 ·
2023 ·
2024 ·
2025